# Maurice Deville
Maurice John Deville (Sulingen, 31 luglio 1992) è un calciatore lussemburghese, attaccante dello Schalke 04 II.

## Biografia
Maurice Deville, figlio dell'ex calciatore lussemburghese Frank Deville e madre tedesca è nato nel 1992 a Sulingen, nella Renania Settentrionale-Vestfalia.

## Carriera

### Club
Maurice Deville ha giocato con la maglia dell'Alemannia Aachen per due stagioni, tuttavia nel 2010, firma un contratto triennale con l'SV Elversberg, club con il quale va a segno regolarmente. Nel 2014 arriva il trasferimento al Kaiserslautern, nel quale milita tra prima e seconda squadra. Nel 2016, il giocatore lussemburghese viene girato in prestito ai tedeschi del FSV Francoforte, in terza divisione.

### Nazionale
Grazie alla sua determinazione in club, è stato convocato dal commissario tecnico della nazionale di calcio lussemburghese, Luc Holtz. Gioca la sua prima partita con la maglia del Lussemburgo il 15 novembre 2011 in amichevole contro la Svizzera, giocando gli ultimi 15 minuti della partita. Il 29 febbraio 2012, il Lussemburgo gioca un'amichevole contro la Macedonia, Maurice entra al 46' facendo cambio con Aurélien Joachim, dopo 10 minuti di gioco, segna l'1-1. Durante gli ultimi minuti di gioco, con l'aiuto di Mario Mutsch, riesce a recuperare il pallone, corre a tutta velocità e segna il 2-1.
Il 2 settembre 2012, Deville viene convocato da Luc Holtz nella lista dei 20 per le qualificazioni del mondiale del 2014. Nella sfida contro il Portogallo (terminata 1-2) Maurice entra al 75' al posto di Daniel da Mota.

## Statistiche

### Cronologia presenze e reti in nazionale
| Cronologia completa delle presenze e delle reti in nazionale ― Lussemburgo | Cronologia completa delle presenze e delle reti in nazionale ― Lussemburgo | Cronologia completa delle presenze e delle reti in nazionale ― Lussemburgo | Cronologia completa delle presenze e delle reti in nazionale ― Lussemburgo | Cronologia completa delle presenze e delle reti in nazionale ― Lussemburgo | Cronologia completa delle presenze e delle reti in nazionale ― Lussemburgo | Cronologia completa delle presenze e delle reti in nazionale ― Lussemburgo | Cronologia completa delle presenze e delle reti in nazionale ― Lussemburgo |
| Data                                                                       | Città                                                                      | In casa                                                                    | Risultato                                                                  | Ospiti                                                                     | Competizione                                                               | Reti                                                                       | Note                                                                       |
| -------------------------------------------------------------------------- | -------------------------------------------------------------------------- | -------------------------------------------------------------------------- | -------------------------------------------------------------------------- | -------------------------------------------------------------------------- | -------------------------------------------------------------------------- | -------------------------------------------------------------------------- | -------------------------------------------------------------------------- |
| 7-9-2021                                                                   | Lussemburgo                                                                | Lussemburgo                                                                | 1 – 1                                                                      | Qatar                                                                      | Amichevole                                                                 | -                                                                          | 13’ 60’                                                                    |
| Totale                                                                     |                                                                            | Presenze                                                                   | 1                                                                          |                                                                            | Reti                                                                       | 0                                                                          |                                                                            |

## Palmarès

### Club

#### Competizioni nazionali
- Campionato lussemburghese: 1

Swift Hesperange: 2022-2023